# Histoire de la pointe de Grave durant la Seconde Guerre mondiale
L'histoire de la pointe de Grave durant le Seconde Guerre mondiale a été très mouvementée en raison de sa position sur la façade atlantique.
La Seconde Guerre mondiale n’a ressemblé en rien à la première. À son tout début déjà, elle est qualifiée de « drôle de guerre » car les Allemands puis l'URSS ont envahi la Pologne en un seul mois, en septembre 1939, et les armées française et britannique entrent en guerre, à la suite d'une mobilisation générale, ne combattent pas, mais se limitent à se masser aux frontières nord et nord-est de la France, notamment derrière la ligne Maginot.
L'attaque allemande de la France et des pays au nord (Belgique, Luxembourg et Pays-Bas) a lieu en mai-juin 1940 ; une grande partie du territoire — le Nord et le Centre du pays — est rapidement conquise par les nazis, un armistice est signé en forêt de Compiègne le 22 juin 1940 : bien que très au sud du territoire métropolitain, la pointe de Grave se trouve en zone occupée, car les Allemands souhaitent maîtriser toute la façade océanique du pays.
Pendant l'occupation allemande, des actions de résistance sont montées dans des maquis de la région, dont le plus connu est le maquis de Vigne-Houdide. Celui-ci a finalement été anéanti par une attaque en force des occupants.
La pointe n'a été libérée qu'en avril 1945, donc bien après l'été 1944 qui a vu la plus grande partie du territoire libérée, à la suite du débarquement de Normandie en juin 1944 et du débarquement de Provence en août : en effet, quelques poches de résistance allemandes, essentiellement dans des forteresses comme dans celle du fort d'Arros, ont subsisté très tard sur la façade ouest du pays.

## La mobilisation française de 1939
Le 24 août 1939, juste avant l'invasion de la Pologne et la déclaration de guerre, l'alerte renforcée avait été ordonnée. Un ordre de mise en sûreté avait été transmis à tous les réservistes.
Le 27 août 1939, à minuit, commençait cette mobilisation partielle appelée "couverture générale". Certains réservistes étaient affectés aux unités de forteresse le long des frontières du nord-est puis bientôt sur les côtes et forteresses de tout le territoire. Ils devaient prendre position, se tenir prêts au combat.
Une campagne d'affichage est alors orchestrée par les ministres de la Défense nationale et de la guerre et de l'Air. On peut lire sur ces affiches :
« RAPPEL IMMÉDIAT DE CERTAINES CATÉGORIES DE RÉSERVISTES
Par ordre du Ministre de la Défense Nationale et de la Guerre et du Ministre de l'Air, les officiers, sous-officiers et hommes de troupes des réserves porteurs d'un ordre ou fascicule de mobilisation de couleur blanche portant en surcharge le chiffre «5»... se mettront en route immédiatement et sans délai sans attendre la notification individuelle... »
Vingt-cinq divisions vont se concentrer le long des frontières avec l'Allemagne, la Belgique et le Luxembourg, la Suisse et l'Italie : ce dispositif de prévention était appelé "fortification permanente" ou "régions fortifiées". En 1935, la presse l'avait désigné sous le nom de ligne Maginot, du nom du Ministre de la Guerre André Maginot qui s'était préoccupé dès 1922 de la défense des frontières françaises en construisant des forts.
En Gironde, comme sur tout le territoire français, des mesures préventives sont prises à l'annonce de la guerre prochaine. Les ouvrages des fortifications sont occupés par des soldats dans l'attente possible de l'ennemi, les côtes sont surveillées.
Les Verdonnais racontent :
« En 1939, avant la débâcle, des troupes françaises ont stationné au Verdon, le long de l'allée de Rabat. La Marine Nationale a pris position : elle occupait le fort des Arros et le fort de Pointe de Grave jusqu'en 1940 et l'arrivée des Allemands. Certains soldats français faute d'assez de place dans les forts sont logés chez l'habitant, dans les granges, sur de la paille, ou même dans les maisons quand il y a des chambres libres. On leur offre le couvert et surtout de quoi se laver. Ils avaient établi des cuisines dans l'ancienne boulangerie Joly au bourg, rue de Verdun…
Devant Maison Carrée, un sergent-chef était responsable d'une batterie, une mitrailleuse. Il avait cinq ou six soldats sous ses ordres. Il avait fait creuser un emplacement au coin du chemin qui va à Saint-Nicolas. Il y avait une autre batterie aux Huttes. Les servants étaient en place, prêts à tirer...
Dans l’attente de l’ennemi, les soldats français n’avaient rien à faire. On les voyait défiler dans les rues du Verdon avec leur barda sur le dos et de grosses bandes molletières...
Des chalutiers ont été armés. Certains remorquaient des ballons pour observer la rivière : un observateur montait sous les dirigeables.
Les étrangers dont les réfugiés espagnols en âge de porter les armes devaient signer un engagement pour aller au front en cas de besoin, sinon ils devaient regagner leur pays.
On vit bientôt arriver sur la commune de très nombreux soldats polonais, des centaines qui occupaient les pare-feux ou furent logés provisoirement chez l'habitant, leur pays ayant été écrasé par les Allemands en quelques jours. Ils cherchaient à rejoindre des bâtiments français ou anglais afin d'aller en Angleterre et poursuivre la guerre. Ils se sont débarrassés de tout leur matériel avant d'embarquer : voitures, camions, vélos, side-cars...ont été jetés à la mer ou confiés aux habitants. Quelques soldats polonais se sont installés sur place. »

## La drôle de guerre: de septembre 1939 à mai 1940
À la suite de l'invasion de la Pologne par les Allemands, la guerre est déclarée le 3 septembre 1939.
«Les cloches du Verdon sonnent une partie de l'après-midi».
Il y a bien une mobilisation de l’armée française en septembre 1939 qui concerne près de cinq millions d'hommes, de 20 à 48 ans, mais la moitié seulement est combattante. Excepté pour ceux qui sont envoyés sur le front, l'impression n'est pas une impression de guerre. Les combats ne sont pas totalement inexistants mais ils ne prennent pas la forme de grande offensive : les hostilités se réduisent à quelques escarmouches.
En septembre 1939, si l'armée française sous les ordres du général Gamelin passe la frontière et avance de quelques kilomètres en territoire allemand (huit kilomètres!... à proximité de la ligne Siegfried), elle profite surtout du fait que les Allemands sont très occupés par l'invasion de la Pologne.
De fait, l'armée du Troisième Reich s'est désintéressée pour le moment de cette offensive de la Sarre, se contentant de mener des actes de sabotage et de minage du terrain.
Cette offensive est présentée par la presse française et internationale comme une grande victoire de nos soldats.
Oubliées par les journaux les centaines de morts français dues principalement au minage des terrains, des chemins et des routes ("Mines-S" antipersonnel et "Tellermines" antichars) mais aussi des morts parmi les aviateurs et les marins... d'où l'impression dans les campagnes françaises qu'il ne se passe pas grand-chose sur le front.

## Mai - juin 1940: la débâcle
C’est dans ce contexte, alors qu'aucune bataille majeure n'a encore eu lieu en Europe de l'Ouest, que les Allemands lancent leur Blitzkrieg (Guerre éclair).
Le 10 mai 1940, ils envahissent la Belgique, les Pays-Bas, le Luxembourg et la France, offensive connue sous le nom de bataille de France. Les troupes de la Wehrmacht et leurs Panzerdivisions soutenues par la Luftwaffe avancent rapidement les jours suivants en direction de Paris.
La défense française s'écroule avec près de cent mille morts, en raison surtout de la mauvaise stratégie des anciens chefs de guerre de 1914-1918 dont André Maginot, sous-secrétaire d'État à la Guerre depuis 1913, ministre des Colonies en 1917 puis en 1928, puis plusieurs fois ministre de la Guerre depuis 1929. En effet, la ligne Maginot, ligne de fortifications qu'il avait imaginée avec d'autres puis mise en place le long des frontières de Belgique, du Luxembourg, de l'Allemagne, de la Suisse et de l'Italie, est complètement dépassée face à l'armement et à la tactique des Allemands.
L'heure est à la mobilité, à la motorisation de l'armée, à l'usage massif d'engins blindés (chars d'assaut) regroupés en grande formation, et non plus à la guerre statique comme l'a bien compris l'adversaire. Les Allemands pénètrent le système défensif français par une brèche faite en une cible précise (percée de Sedan) grâce à une concentration de leurs forces : forces terrestres blindées, artillerie, troupes d'élite, parachutistes et autres forces spéciales… mais aussi forces aériennes et maritimes.
On peut noter que Philippe Pétain s'était opposé à cette ligne de défense. Comme en 1914, le « vainqueur de Verdun » préconise toujours l'offensive plutôt que la défensive : «l’offensive seule peut conduire à la victoire». Plutôt qu'une ligne continue, il souhaitait la mise en place de pôles défensifs plus petits dont l'emplacement serait choisi judicieusement sur les chemins possibles pouvant être empruntés par l'ennemi. En 1929, Maginot déclare : «Ce n'est pas Pétain qui commande, mais le ministre de la Guerre».
Finalement, Paris tombe aux mains des Allemands le 14 juin 1940 et est déclarée ville ouverte afin d'éviter sa destruction comme Budapest et Rotterdam. C'est alors la panique en France dans le monde politique et militaire. Certains se résignent à la défaite et réclament l'armistice : le général Weygand, le maréchal Pétain, l'amiral Darlan, Pierre Laval… D'autres sont partisans de ne signer qu'une simple capitulation et de continuer le combat : le président du Conseil Paul Reynaud, le général De Gaulle, le ministre de l'Intérieur Georges Mandel…
Paul Reynaud démissionne le 16 juin 1940 de son poste de président du Conseil : le président de la République Albert Lebrun nomme Philippe Pétain à sa place.
Le 15 juin, dans la soirée, le général de Gaulle, alors sous-secrétaire d'État à la Guerre et à la Défense nationale, était parti en mission à Londres.
Partisan de la poursuite de la guerre, il avait quitté le port de Brest à bord du contre-torpilleur Milan, avait débarqué à Plymouth le 16 juin au matin, et avait rejoint Londres. Le soir même, il revenait en France : il atterrissait à vingt-et-une heures trente à Bordeaux où le gouvernement et environ 200 parlementaires s'étaient repliés, en fuite depuis le 11 juin devant l’invasion de Paris.
Cette journée du 16 juin fut riche en évènements. Ignorant que Paul Reynaud avait démissionné ce même jour, le général était venu lui proposer une entente avec le Royaume-Uni afin de continuer la guerre. Il était même convenu qu'un accord soit signé entre Paul Reynaud et Winston Churchill le lendemain, à Concarneau.
Alors qu'il se prépare à rejoindre la France, Churchill apprend que Reynaud a démissionné, que Pétain a été nommé à sa place, que De Gaulle n'appartient plus au gouvernement de la France après seulement dix jours dans ses fonctions, que le nouveau Conseil des ministres français a refusé l'accord.
Le général de Gaulle, reparti immédiatement en avion en Angleterre, accompagné de son aide de camp, Geoffroy de Courcel et Edward Spears, officier de liaison, prononcera le 18 juin son appel devenu célèbre mais relativement passé inaperçu sur le moment.
Le maire de Soulac-sur-mer, Louis Rothschild, plus connu sous le nom de Georges Mandel (du nom de sa mère afin de ne pas être confondu avec la célèbre famille de banquiers) avait démissionné de ses fonctions de ministre de l'intérieur le 16 juin 1940, en même temps que Paul Reynaud, le Ministre des Affaires étrangères et Président du Conseil des Ministres. Il est remplacé par Charles Pomaret. Il fut arrêté une première fois, le 17, sur ordre de Philippe Pétain pour trouble à l'ordre public, puis relâché.
Des paquebots sont réquisitionnés au Verdon dès le 18 juin pour embarquer les parlementaires qui le souhaitent à destination de l'Afrique du Nord. L'un d'eux, le Mexique (ex Lafayette), paquebot de la Compagnie générale transatlantique, heurte le 19 juin 1940 une mine tout près du môle et de la plage de la Chambrette. Il coule sans faire de victimes : les marins ont pu regagner la terre ferme à la nage ou en canot. Ce sera finalement à bord du Massilia, paquebot de ligne réquisitionné en pleine débâcle, que, le 21 juin 1940, vingt-sept parlementaires partiront pour continuer la guerre depuis l'Afrique du Nord. Parmi eux, George Mandel, Jean Zay, ancien ministre de l'Éducation nationale et des Beaux-Arts, et Pierre Mendès France, ancien sous-secrétaire d'État au Trésor. Ils seront tous arrêtés à leur arrivée le 24 juin à Casablanca. Ils furent considérés comme des déserteurs et fuyards, ramenés en France et condamnés à diverses peines. George Mandel fut livré à la milice qui l’abattit le 7 juillet 1944 de seize balles dans le dos, dans la forêt de Fontainebleau.

## L'exode, puis l'armistice le 22 juin 1940
Depuis le 10 mai 1940, après la percée de Sedan et la bataille de France, c'est le chaos dans le pays et aux frontières du Nord. Les populations belges, luxembourgeoises et françaises fuient l'avancée rapide des troupes allemandes. C'est un exode massif : une dizaine de millions de personnes finalement (près du quart de la population française) s'exile, souvent sans but, sans savoir où aller. Certains se réfugient dans leur famille ou chez des amis mais d'autres fuient vers le sud, errent sur les routes, ne sachant pas très bien ce qu'ils vont pouvoir faire pour se protéger.
Souvent affamés, assoiffés parfois à cause du très beau temps de mai et juin 1940, toute une population apeurée sillonne les routes, survolée par les "bombardiers en piqué" allemands, les tristement célèbres Stukas.
C'est une arrivée massive de personnes en Gironde et dans le Médoc comme le prouve l'appel au préfet du docteur Fouchou, maire de Lesparre, le 16 juin 1940. Ce dernier se dit dépassé par le nombre des réfugiés, environ 900 au lieu des 600 prévus. Bordeaux passe à plus d'un million d'habitants, triplant sa population, ne sachant plus où loger, ni comment nourrir ces nouveaux arrivants.
La France signe l'armistice le 22 juin 1940 qui prévoit la fin des hostilités mais aussi, dans une convention, de couper en deux parties la France métropolitaine, l'Allemagne se réservant la partie nord et toute la côte atlantique jusqu'à la frontière espagnole (Voir carte).
Le reste du pays étant déclaré zone libre (zone nono). En novembre 1942, la zone occupée sera rebaptisée « zone nord ».

## La ligne de démarcation coupe la Gironde et les Landes en deux
Les deux zones, la zone libre sous l'autorité de "Vichy" et la zone occupée par les Allemands, sont séparées par la ligne de démarcation (Voir carte). Cette frontière mesure plus de mille kilomètres. Elle est matérialisée par des barrières, des barbelés, des guérites… et toute une signalisation indiquant les lieux de passage possibles. Certains secteurs sont minés pour dissuader de passer par ces côté.

Zone occupée et zone libre découpent la France de 1940 à fin 1942 : la pointe de Grave est en zone occupée, comme toute la façade maritime ouest de la France.

Les départements de la Gironde et des Landes sont coupés en deux, privés d'une petite partie de leur territoire. La ligne passe approximativement de Castillon, à l'est de Libourne, jusqu'à Captieux, au nord de Mont-de-Marsan, ville qui est elle-même coupée en deux.
Il faut un laissez-passer délivré par les autorités allemandes (ausweis) pour traverser la ligne. Cette autorisation est très difficile à obtenir, le processus administratif est très lourd, les Allemands ne le donnent qu'au compte-gouttes. Aussi, une filière s'organise avec des passeurs mais le risque est très important : les tribunaux militaires allemands ont tôt fait de vous condamner à la prison, voire à être fusillé. En 1941, près de 600 personnes sont arrêtées.
Cette ligne a été tracée d'après une étude sur carte du terrain, en repérant tous les obstacles naturels (rivières…) ou en suivant des routes, ce qui n'était pas toujours possible. Aussi, son tracé est parfois surprenant et incompréhensible car non établi sur place mais depuis l'Allemagne. En Gironde, elle coupe des communes en deux (ainsi Bazas et Langon), des propriétés en deux, et parfois même des maisons en deux comme à Saint-André-du-Bois.
Le 10 juillet 1940, l'Assemblée nationale (réunion de la Chambre des députés et du Sénat) vote une loi constitutionnelle qui accorde les pleins pouvoirs constituants à Philippe Pétain.
Le régime est dès lors désigné sous le nom d’État français. Il s'établit à Vichy en zone libre. Le mot République disparaît des actes officiels.
Pétain se nomme lui-même « chef de l’État français ». Il se substitue alors au président de la République Albert Lebrun qui, bien que n'ayant pas démissionné de son mandat, se retire de la fonction.
La ligne de démarcation disparaîtra en novembre 1942 à la suite l'opération Anton : tout le territoire français sera alors occupé.

## La collaboration du régime de Vichy
Après le 22 juin 1940 (armistice), le régime de Vichy a mis en œuvre une politique de collaboration avec les Allemands en ne combattant pas ou si peu, leur idéologie d'extrême droite théorisée dès 1920. Le national-socialisme ou nazisme explicité en 1925 par Hitler dans son livre Mein Kampf conjuguait déjà racialisme et antisémitisme mais ne parlait pas encore des chambres à gaz tout juste inventées aux États-Unis. Le Troisième Reich adoptera trois lois raciales et discriminatoires en 1935, les lois de Nuremberg.
Philippe Pétain et son gouvernement vont en quelque sorte approuver ces lois antisémites en promulguant des lois pratiquement identiques sur le statut des Juifs.
On peut lire dans le Journal officiel du 18 octobre 1940 :
« Article premier
Est regardé comme juif, pour l'application de la présente loi, toute personne issue de trois grands-parents juifs ou de deux grands-parents de même race si son conjoint lui-même est juif. »
Le "statut des juifs" excluait ces derniers de toute fonction publique, de la direction et certaines fonctions des entreprises de presse, de radio, de théâtre et de cinéma...
En Aquitaine, il y aura quatre grandes rafles dont celle de Bordeaux le 10 janvier 1944, orchestrée par Maurice Papon. 335 personnes de confession juive seront déportés vers les camps d'extermination nazis. Les victimes habitaient surtout Bordeaux, lieu d'implantation d'une grande synagogue, et les communes alentour. Une vingtaine cependant venaient de la région du bassin d'Arcachon dont la ville est dotée de son propre lieu de culte.
La collaboration de l'État français avec l'occupant ne concerne pas seulement la solution finale pour exterminer les juifs mais aussi la mise en œuvre de tout un processus policier, notamment la création d'une Milice française fin 1942, pour arrêter et déporter tous les opposants : résistants, gaullistes, communistes, anarchistes, francs-maçons…

## L'Occupation
Les Allemands vont très rapidement investir les territoires désignés pour être occupés par la convention de l'armistice du 22 juin 1940. Signée en forêt de Compiègne par le représentant du Troisième Reich (le général Wilhelm Keitel) et celui de la Troisième République (le général Charles Huntziger), celle-ci prévoyait l'occupation d'une partie de la France métropolitaine dont toute la façade atlantique.
Cette présence allemande durera jusqu'au 20 avril 1945 en ce qui concerne la poche du Médoc, soit près de cinq ans.
La ligne de démarcation est supprimée en novembre 1942, officiellement en février 1943, les Allemands ayant décidé d'occuper tout le territoire français. Elle ne disparaîtra cependant pas tout à fait des cartes allemandes utilisée parfois comme point de contrôle pour la circulation des marchandises.
C'est le 26 juin 1940 que le bac Cordouan, en provenance de Royan, débarque les premiers Allemands au Verdon. D'autres rejoindront le Médoc par la route les jours suivants depuis Bordeaux. La métropole bordelaise est alors la deuxième plus grande ville, après Paris, à être occupée par les Allemands qui en ont fait un lieu stratégique avec notamment une base de sous-marins : les autres grandes villes françaises, Marseille, Lyon, Toulouse, Nice... sont en zone libre.
La période d'occupation va être une période de trouble et de déchirement entre Français qualifiée par certains d'années noires. Les uns vont choisir la collaboration, d'autres prôner la résistance. Beaucoup sont surtout résignés, craignant pour leur vie et celle de leur famille. Pendant près de cinq longues années, la vie ne sera plus du tout la même dans bien des régions de France. Le sentiment d'insécurité va grandissant au rythme des dénonciations, parfois calomnieuses, des déportations, des attentats, des représailles…Les restrictions, les pénuries, le rationnement… compliquent la vie de chacun.
Dès leur arrivée au Verdon, les Allemands réquisitionnent de nombreuses résidences secondaires et toutes les maisons appartenant au Balisage et au Port autonome. Ils n'hésitent pas à expulser les habitants de leurs propres maisons, les contraignant à se débrouiller pour trouver un autre logement. Ils réquisitionnent les bicyclettes, le casino, la boulangerie et son fournil, les bateaux…
Ils installent leurs soldats dans l’ancien fort des Arros et le fort de Pointe de Grave abandonnés par l’armée française. Ils entament l'aménagement de ces forts qui deviennent un maillon essentiel du célèbre mur de l'Atlantique : l'organisation Todt est chargée de la mise en place de ce mur fait de fortifications côtières allant du nord de la Norvège jusqu'à la frontière espagnole.
Outre les bunkers, de nombreux autres ouvrages fortifiés sont érigés, six puissantes batteries sont mises en place, de même que divers obstacles sur la côte : pieux, chevaux de frise, barbelés, asperges de Rommel… Des mines flottantes sont dispersées sur l'océan et l'estuaire. Ce sont en tout 37 positions choisies par les Allemands en Nord-Médoc et 350 bunkers environ construits indifféremment sur les côtes océanienne et estuariennes. À noter que les Médocains préfèrent utiliser le mot "blockhaus" plutôt que le mot "bunker". Au départ, dans la langue allemande, un blockhaus désignait une construction en bois mais c'est devenu un terme générique utilisé pour nommer tout type d'ouvrage militaire bétonné.
Les occupants implantent une Feldkommandantur à Lesparre et une Kommandantur au Verdon sur le site du groupe scolaire. Très rapidement, ils se heurtent à des actes de sabotage.
« Il fut demandé au garde champêtre de faire le tour du village avec son tambour pour faire un "avis à la population" sur requête des Allemands : les habitants avaient interdiction de se réunir à plus de trois dans la rue. Tout foyer possédant des armes devait venir les déposer à la Mairie. Certains, par crainte, ont bien ramené leurs fusils de chasse, d'autres les ont cachés. Au tout début de l'Occupation, un incident (un sabotage pour les Allemands) aurait pu avoir des suites dramatiques. Un enfant (mais on ne le sut qu'après la guerre) a coupé un câble téléphonique sur la route de Soulac. Finalement, la punition a consisté à placer, jour et nuit, tous les trente mètres, une sentinelle verdonnaise choisie parmi les habitants de 16 à 70 ans. Ceci a duré plusieurs jours tout au long de la ligne téléphonique de Soulac jusqu'à la pointe de Grave (au Royannais, aux Huttes, sur le chemin latéral,...) : les Allemands passaient à bicyclette pour contrôler la présence des sentinelles. Un autre évènement en juillet 1944 faillit aussi avoir des conséquences dramatiques : près du monument aux morts, une sentinelle de la Kriegsmarine qui montait la garde devant la Kommandatur fut blessée par balle. Les hommes du village ont été tous rassemblés sur la place de l'église, des camions étant prêts à embarquer des otages. Le Maire, Georges Poirier accompagné de Madame Tard, l'interprète choisie par la Kommandatur, parlementa longtemps, se montrant garant des Verdonnais, le Maire se proposant comme seul otage. Il n'y a finalement pas eu de représailles, le bruit courant que le soldat s'était blessé lui-même, voulant éviter d'être envoyé sur le front russe. ».
Les Allemands tirent tout de suite profit de la configuration du site qui forme avec Royan un verrou naturel protégeant Bordeaux. La métropole girondine est le port d’attache des navires forceurs de blocus, des destroyers de la côte atlantique et le siège d'une importante base de sous-marins. Elle est aussi la ville où stationne la première armée allemande.
La construction du Mur mobilise des légions d’hommes, d’abord des volontaires allemands, puis des prisonniers espagnols, et même des ouvriers français, de la main d’œuvre locale réquisitionnée par les Allemands ou des requis du Service du Travail Obligatoire (STO. Les entreprises locales sont contraintes de collaborer : cimenteries, entreprises de travaux publics…Les travaux débouchent sur l’édification, à flanc de dunes ou en bordure d'estuaire, de blockhaus, de simples abris en béton pour la surveillance des côtes, de stations radar (dont une aux Arros de type "Mammut FuMO 52 Caesar"), de soutes à munitions, de tourelles, de petits bunkers individuels de type Tobrouk.

## La Résistance, le maquis de Vigne-Houdide
Sur un aussi petit territoire fait de marécages, de forêt guère inextricable et de dunes et sable, il n'était pas facile de se cacher et d'organiser un maquis. Néanmoins, fin 1943, Hervé Nicoleau, alias « Michel Masson », connu des résistants sous le nom de « Michel », crée un groupe réduit mais actif de résistants qui mène de front des sabotages, des repérages, et l'aide aux aviateurs alliés en difficulté. Au mois de mai 1944, le maquis médocain est mieux organisé, les résistants plus nombreux multipliant les coups de main dans les environs. Quand Michel Masson est arrêté en 1944, son second Jean Dufour, dit « Jean », le remplace aussitôt.

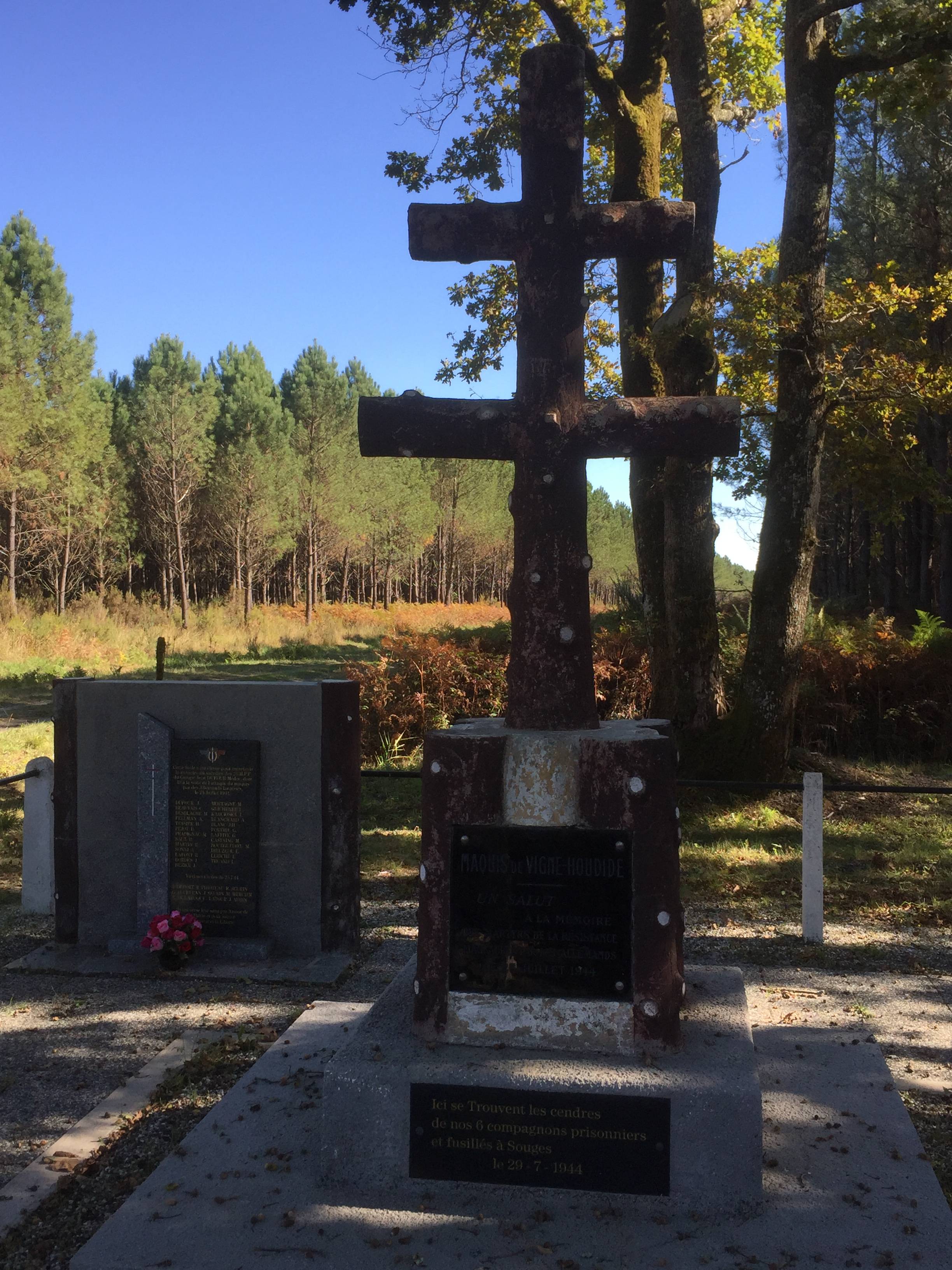
Stèles du maquis de Vigne-Houdide à Saint-Germain d'Esteuil.

Au début de l'été 1944, le quartier général des maquisards a été établi au lieu-dit « Vigne-Houdide » (comme écrit sur les stèles commémoratives mais parfois écrit au pluriel « Vignes-Oudides »), à Saint-Germain-d'Esteuil.
L'abbé Baurein nommait déjà l'endroit Vignes-Houdides dans son livre « Les variétés bordeloises, tome premier », en 1784, parlant d'anciennes vignes arrachées : le mot « houdide » a une origine gasconne signifiant une terre défrichée, labourée, bêchée...
Le QG était à l'écart de la route d'Hourtin (D4 aujourd'hui) qui commence au lieu-dit « Saint-Gaux » sur la départementale 1215 et qui sépare les deux communes de Lesparre et de Saint-Germain d'Esteuil. L'endroit était assez éloigné de la route principale Bordeaux-Lesparre (D1215), plutôt rapproché de la rue de Saint-Laurent, la route transversale qui rejoint Naujac-sur-mer.
Les maquisards se cantonnaient dans trois maisons au milieu des bois, distantes d'environ trois kilomètres de toute autre habitation. Un chemin à travers la lande puis un sentier muletier permettaient d’y accéder assez difficilement. Ce groupe de maquisards appartenait à l'Organisation civile et militaire (OCM), l’un des huit mouvements de la Résistance Intérieure française qui constituèrent le Conseil national de la Résistance (CNR) en mai 1943. Il comprenait aussi quelques réfractaires au Service du Travail obligatoire (STO) et quelques membres des Francs Tireurs et Partisans (FTP) communistes, obligés de se cacher car recherchés, souvent à la suite d'une dénonciation.

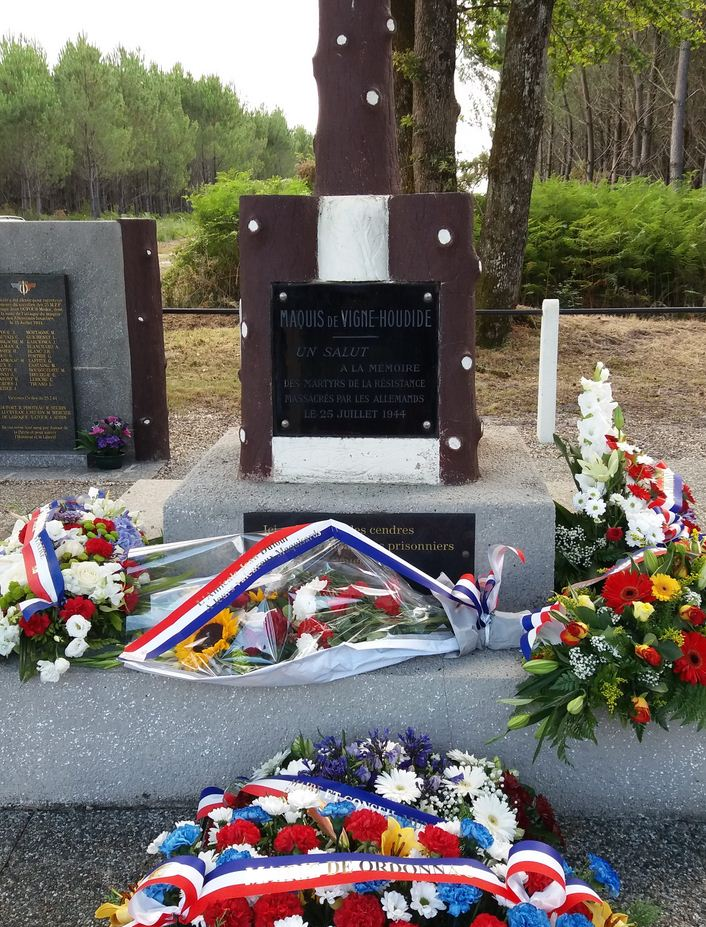
Vigne-Houdide, une cérémonie en hommage aux martyrs de la résistance est organisée chaque année le week-end le plus proche du 25 juillet.

Au milieu d'une clairière, on trouvait une première maison de trois pièces, une cuisine et deux dortoirs, que les résistants avaient baptisée « le Flit ». Cette maison servait de poste d'observation afin de prévenir toute approche. « Flit » est sans doute, pour brouiller les pistes, un savant mélange du mot « flic » (qui fait la police) et de l'expression locale, gasconne et bordeluche, « être au pit » qui signifie monter la garde, être aux aguets, assurer la surveillance. Dans les années cinquante, à l'école du Verdon, les élèves, quand ils se préparaient à faire quelques bêtises, désignaient un camarade pour « faire le pit » afin de prévenir si le maître arrivait. « Faire le pit » ressemblait à « faire le pet » (un mélange des deux?) mais avec, semble-t-il, une notion supplémentaire liée à l'emplacement, « le pit » désignant l'endroit stratégique où l'on se place, où l'on se met pour mieux surveiller.
Un peu plus loin de cette première maison qui servait d'observatoire, on trouvait une vieille grange abritant un troupeau de vaches. À quelques centaines de mètres de là, se trouvaient deux autres habitations.

## L'attaque allemande du maquis, le 25 juillet 1944
Dès l'aube, aux premières heures du 25 juillet 1944, les troupes allemandes, quatre compagnies épaulées d'un groupe de la Schutzstaffell (SS), de la Geheime Feldpolizei, la police secrète de campagne et d'un détachement de miliciens français, soit trois mille assaillants environ, investissent toute une zone d'habitation aux alentours des Vignes-Houdides. Les Allemands contrôlent les quartiers du sud de Lesparre, les lieux-dits « Conneau », « les Bouchonnets », « Haut-Garnaout ». Sur Saint-Germain-d’Esteuil, les lieux-dits « Saint-Gaux » et « Liard ». Sur Vertheuil, le lieu-dit « Nodris ». Ils interrogent la population.
Leur « action de nettoiement » se porte plus particulièrement, sans doute sur renseignement, sur les chemins environnants et les abords de cette fameuse route allant de St-Gaux à Hourtin, celle qui mène au campement des maquisards. Sur une longueur de cinq kilomètres environ depuis St-Gaux, tous les chemins et sentiers sont visités par des patrouilles, et les rares maisons d’habitation font l’objet de minutieuses perquisitions. Chaque route est contrôlée tout autour. Les Allemands parviennent grâce à ce ratissage à découvrir la cache des maquisards aux Vignes-Houdides. Les combats particulièrement féroces durent une partie de la matinée. Ils se soldent par la mort de Jean Dufour et de dix autres résistants tués, achevés ou fusillés sur place, mais aussi par la mort d'une centaine d'assaillants allemands. Six autres combattants du maquis, faits prisonniers, seront fusillés à Souge, d'autres seront déportés. Le maquis des Vignes-Houdides décimé, les quelques éléments qui ont pu se sauver vont rejoindre d'autres noyaux de résistance.
La résistance dans le Médoc, en effet, ne va pas s'arrêter après cette grave déconvenue. Les Allemands s'installent durablement dans ce qui va devenir la poche de la pointe de Grave, et ce, jusqu'au 18 avril 1945 : les habitants du Bas-Médoc vont vivre encore neuf mois d'occupation !
Si début août 1944, l’armée allemande est en déroute, si le 25 août 1944, Paris est libéré, tous les Français n'ont pas encore cette chance. C’est, en effet, sans compter sur la stratégie allemande qui consiste à s’accrocher coûte que coûte aux ports en eau profonde : Le Verdon, Royan, La Rochelle, Brest, Dunkerque ou Saint-Nazaire… Pour les Allemands, ces ports sont des positions stratégiques à défendre coûte que coûte.
Ils y établissent de véritables forteresses, en position d'attente de l'ennemi, comptant sur le génie militaire allemand pour inventer de nouvelles armes et retourner la situation en leur faveur.
Les Américains, quant à eux, délaissent ces zones pour accélérer leur avancée vers l'Allemagne.

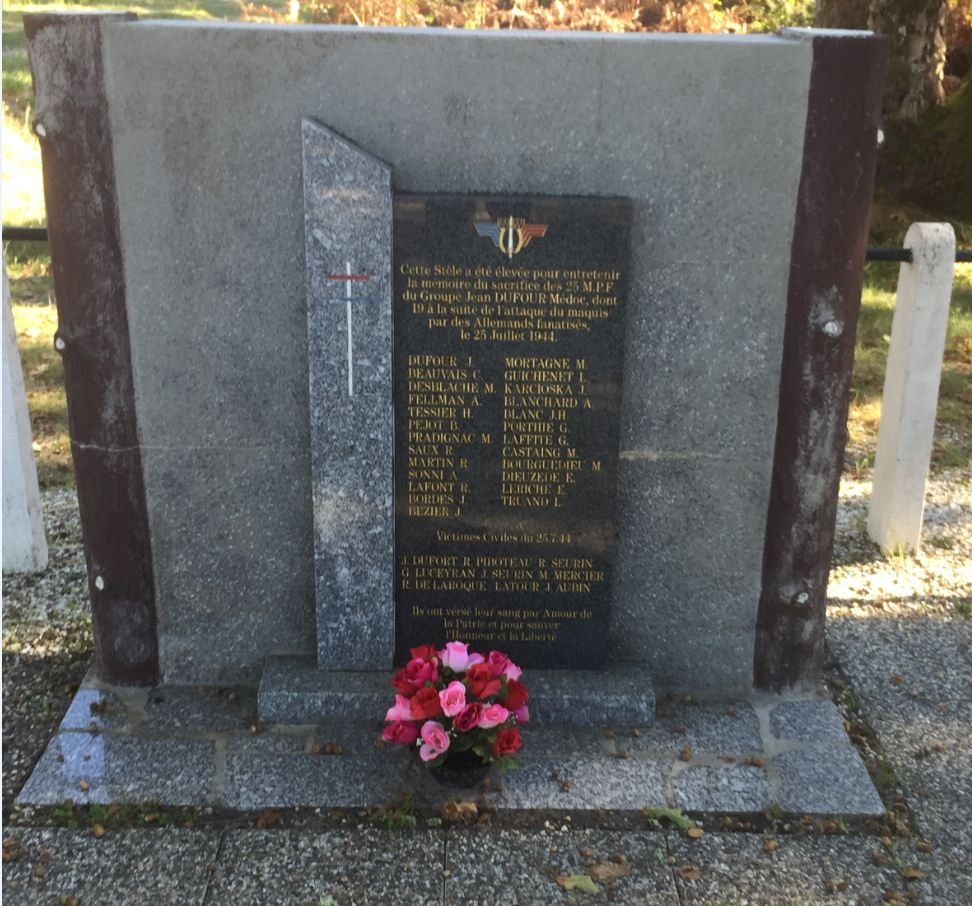
Maquis de Vigne-Houdide : stèle à la mémoire des « 25 MPF » (Morts pour la France) du groupe Jean-Dufour.

Sur les états nominatifs du groupe Jean-Dufour des Vignes-Houdides, on peut noter la présence depuis le premier juin, d'un cadre originaire du Verdon, Puiraveau Roger, dit Dédé, chargé du ravitaillement, ce qui lui a peut-être permis d'éviter, ce jour du 25 juillet 1944, une mort certaine. Un autre de ses compagnons habitant Le Verdon lui-aussi (originaire de Saint-Germain d'Esteuil), Marcel Desblaches, 20 ans, n'a pas eu la même chance. Fait prisonnier avec cinq camarades, ils sont tous les six conduits au camp de Souge où ils seront fusillés le 29 juillet 1944, quatre jours plus tard. Ce fut en tout dix-neuf martyrs, dix-neuf « Morts pour la France » (MPF) dont la mort est directement reliée à l'attaque du maquis par les Allemands.
On peut citer d'autres habitants du Verdon ayant participé à ce maquis : Raymond Duler, André Dignan…

## Le sinistre camp de Souge
On peut dire un mot sur le sinistre camp militaire de Souge. Il était situé sur la commune de Martignas-sur-Jalle, tout près de Bordeaux. Prisonniers et otages (256 victimes ont été recensées) seront fusillés en ce lieu, de 1940 à 1944, avec ou sans jugement. Les Allemands avaient tôt fait de qualifier « d'attitude anti-allemande » tout mouvement de désobéissance, avéré ou supposé. La répression était impitoyable, souvent pour l'exemple. Outre les actes de résistance, les Allemands arrêtaient des personnes, souvent sur dénonciation, non pas pour les actes qu'elles avaient commis mais tout simplement pour ce qu'elles étaient ou ce qu'elles pensaient : communistes, syndicalistes, étrangers (espagnols adversaires du franquisme, par exemple)…
On attribue les atrocités de Souge (deuxième centre d'exécution en France de par le nombre de victimes) au fait que Bordeaux était pour les Allemands une base stratégique de première importance où l'on trouvait tout à la fois un port, une base sous-marine, un aéroport, une poudrerie, des usines d’aviation… Les mouvements divers de navires de guerre, la présence de forces armées importantes notamment sur le mur de l'Atlantique rendront les Allemands très sensibles aux actes de résistance et de sabotage.
Après le 25 juillet 1944 et la tragédie des Vignes-Houdides, plusieurs « régiments de résistance » sont reconstitués par les Forces Françaises Libres (FFL) venant de toute l'Aquitaine : ils vont être dirigés vers le Front du Médoc, début 1945.

## Le Front du Médoc (début 1945)
On peut citer parmi les groupes de résistance prenant part à ce front, la brigade Carnot. Le lieutenant-colonel Jean de Milleret (alias Carnot), originaire de Montauban, reçoit l'ordre, à la fin du mois de mars, de prendre contact avec le Bataillon de l'Armagnac de Maurice Parisot (maquis Panjas). Il met en place la Brigade Carnot (nom de guerre choisi par lui-même) dont il assure le commandement. En 2006, la ville de Montauban rendra un vibrant hommage à son héros et au bataillon du Tarn-et-Garonne donnant le nom de "giratoire des combattants volontaires de la Pointe de Grave" à un carrefour important de la ville. Ce bataillon est cité également sur la stèle des Arros.
À partir du 1er juillet, 1944, Jean de Milleret, dit Carnot, est nommé chef des Forces françaises de l'Intérieur (FFI) des Landes. Il sera par la suite le chef unique de toutes les opérations militaires des Pyrénées à Bordeaux. Léonce Dussarrat, alias Léon des Landes, chef d'État-major depuis 1940 de l'Organisation militaire et civile (OCM) gardera le commandement sur le territoire landais. L'unité FFI de Carnot au départ des Landes donc, va rejoindre Bordeaux fin août 1944 attendant les ordres du colonel Henri Adeline. Ce dernier (alias Rousseau, puis Marty pendant la clandestinité) était le chef militaire de la région B (devenue 18e région militaire au sortir de la Résistance) qui recouvrait les départements de la Gironde, des Landes, des Basses-Pyrénées, de la Charente-Maritime, de la Vendée et des Deux-Sèvres, "B" étant la première lettre de Bordeaux. Le colonel de Milleret était le commandant de la Brigade Carnot mais il prendra aussi le commandement de toutes les unités supplémentaires qui lui seront adjointes, regroupées sous la dénomination de "Forces françaises de l'Ouest" (pas loin de cinquante bataillons au total et 30 000 hommes environ). Ces dernières avaient pour mission de bloquer les Allemands (4 000 hommes environ) retranchés dans la poche de pointe de Grave, protégés par de puissantes fortifications. Ce Front du Médoc, à partir de septembre 1944, composé uniquement de forces françaises et coloniales, va parvenir tout seul à vaincre la résistance allemande au bout de huit longs mois d'opiniâtreté. Cette présence se terminera par de terribles combats, du 15 au 20 avril 1945.
Parmi les forces engagées sur le Front du Médoc, on peut mettre en exergue deux autres unités françaises ou coloniales ayant joué un rôle important dans cette reconquête : la colonne Duchez d'Arcachon et le bataillon Penthésilée formé à Talence.
Sous le commandement du colonel Édouard de Luze, coordinateur de la Résistance arcachonnaise, et sous la conduite du capitaine Robert Duchez, qui a donné son nom à la fameuse colonne, un groupe s’empare le 22 août 1944, d’armes lourdes et chasse les Allemands en déroute. Ils libèrent Arcachon ce même jour. La colonne de 300 hommes environ va rejoindre le front du Médoc.
Un Verdonnais, Jean Augustin Parès qui était sergent au Corps Franc dans ce bataillon Duchez, est mort tragiquement des suites de ses blessures à l'hôpital Robert Picqué à Villenave d'Ornon, le 23 novembre 1944. à l'âge de 34 ans. Cinq jours auparavant, il avait été atteint par une rafale de mitraillette dans un chemin forestier sur la commune de Vensac.
Un autre bataillon intégré à la brigade Carnot peut être cité pour avoir participé au Front du Médoc : le bataillon Penthésilée. Arrivé sur place le 17 septembre 1944, il constituait l'ossature du septième régiment d'Infanterie Coloniale (RIC). Il avait la particularité d'avoir en son sein quelques combattants sénégalais, malgaches et même indochinois, algériens, marocains et tunisiens, en ce qui concerne l'Afrique du Nord… Il résultait du regroupement des différents Corps Francs de l'agglomération bordelaise, constitués d'une part de résistants volontaires et de jeunes patriotes. Son commandant était un intrépide baroudeur de la Légion étrangère qui s'appelait Jan Chodzko. Il avait obtenu une quarantaine de décorations pour ses faits d'armes et avait la particularité d'avoir une jambe de bois. C'est lui qui donna à ce bataillon le nom de "Penthésilée", du nom de la fameuse reine des Amazones en Turquie, qui aida Priam à la fin de la guerre de Troie et qui fut tuée par Achille. Chodzko a eu le mérite de coordonner l'action trop souvent dispersée des différents Corps Francs nés de la Résistance et de fondre en un même moule plus de six cents volontaires d'origines très diverses.

## La poche de pointe de Grave
En 1944, alors que la Résistance harcèle sans répit les forces allemandes et que la pression des Alliés se fait de plus en plus forte, les Allemands cantonnés sur les côtes reçoivent l'ordre d'Hitler de se retrancher dans des poches de résistance. Ils vont s'efforcer de résister dans ce qui est convenu d'appeler la poche de Royan et la poche de la pointe de Grave (en allemand, Festungen Girondemündung Nord und Süd).
Le fort de la Pointe de Grave occupé par les Allemands est appelé Base 332 (Stützpunkt 332) dans leur dispositif défensif. Les fortifications sont complétées et améliorées avec la mise en place d'une batterie lourde (canon naval) de longue portée, trente à quarante kilomètres, à 40°, formée de deux pièces d'un calibre de 28 cm placées sur des plates-formes tournantes, elles-mêmes reposant sur voie ferrée. Le système est complété par l'aménagement de fossés antichars et de champs de mines. Des canons antiaériens (Flak en allemand) statiques ou mobiles sont disposés sur toute la zone constituant la défense contre l'aviation (DCA). Des canons automatiques équipent la Luftwaffe, tel le Mauser MG 151. Le site des Arros qui en 1938 comportait une batterie française est aménagé en 1943 en véritable forteresse par les Allemands. Composé d'une vingtaine de bunkers construits dès 1941 afin de surveiller la côte (mur de l'Atlantique), il est fortement armé et défendu, constituant avec le fort situé près de Port-Bloc le cœur de la résistance allemande.
Le front du Médoc va donc durer, on l'a vu, un peu moins de huit mois, ce qui n'est pas sans rappeler la guerre de position du début de la guerre. Les lignes françaises se contentent tout d'abord de bloquer l'ennemi l'empêchant de reprendre de l'ascendant en circulant avec leurs engins blindés sur la seule et unique route allant vers Bordeaux (le CD1). Bien qu'ils soient plus nombreux, les Français sont moins bien équipés, moins armés, moins entraînés, la plupart étant des volontaires issus de bataillons de la Résistance : Robert Escarpit les qualifie même de "va-nu-pieds", ce qui semble tout de même un peu exagéré mais montre bien la différence d'équipements. Durant cette longue période, les Français attentistes gardent leur distance, stationnés à quelques kilomètres des troupes allemandes, au sud de Montalivet et dans la zone autour de Vensac. Ils se contentent d'escarmouches, d'actes de sabotage, de petits assauts, d'actes de défenses et de blocages…
Dès octobre 1944, le commandement des Forces françaises de l'Ouest sur le front de l'Atlantique est confié au général Edgard de Larminat. C'est ce dernier qui organisera la reprise de la poche de Royan (il sera d'ailleurs accusé de la destruction de la ville) et de celle de la pointe de Grave, à partir du 15 avril 1945. Pour cela, il aura fallu attendre, dans le courant du mois d'avril, l'arrivée de troupes régulières mieux armées et en particulier l'arrivée des forces alliées prenant la relève des FFI.
Le 13 avril 1945, la décision d'attaquer dès le lendemain est prise. Les combats amèneront la Libération de la pointe de Grave, presque huit mois tout de même après la libération de Paris. La ville de Bordeaux située à une centaine de kilomètres avait été libérée le 28 août 1944! Seul le canton de Saint-Vivien est resté occupé après cette date.

## La Libération
Le 15 avril 1945, le général de Gaulle voulant bouter les Allemands hors de France et surtout gagner la guerre définitivement, lance l'opération Indépendance rebaptisée par la suite "opération Vénérable". Elle vise à réduire les poches de Royan et de la pointe de Grave. Elle débute par un bombardement intensif de toutes les positions allemandes. Les Américains engagent la Huitième Air Force dans la bataille bombardant à tout va depuis le ciel. Les Allemands se retrouvent sous une pluie de bombes venant indifféremment du ciel, de terre (dont l'artillerie lourde américaine), de la mer (les dix croiseurs de l'amiral Joseph Fortuné Ruë entre autres). Le colonel Adeline en Gironde et le général d'Anselme à Royan organisent l'avancement des troupes en direction de l'ennemi.
Le gouverneur militaire allemand de la zone Gironde-Sud, le contre-amiral Hans Michaelles, signera la reddition de son corps à Royan le 17 avril 1945. Concernant Royan, l'autre poche de résistance située juste en face de la pointe de Grave, un bombardement allié destiné à déloger les Allemands avait complètement dévasté le cœur de la ville, le 5 janvier 1945. Deux mille tonnes de bombes au napalm déversées à partir de plus d'un millier de bombardiers Lancaster (certains avancent le nombre de 1350 avions) avait anéanti la ville sans interrompre pour autant la résistance allemande : sans doute les Allemands avaient-ils pris toutes les précautions lors de l'annonce à la population d'un prochain bombardement. Beaucoup se demandent encore si cette destruction était bien nécessaire. La ville de Royan sera reconstruite à partir de 1947.

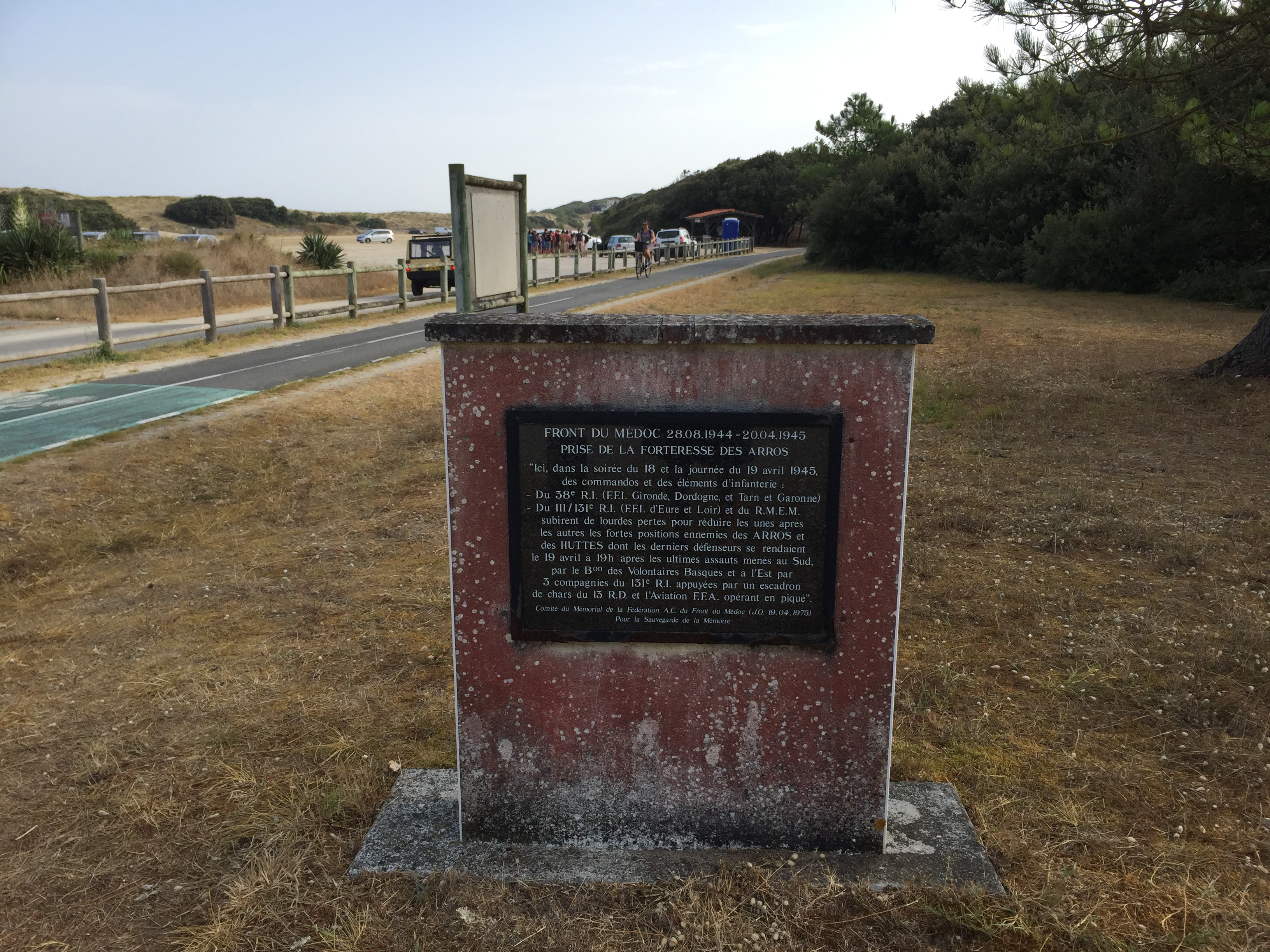
Stèle commémorant la prise de la forteresse des Arros le 19 avril 1945.

Soulac ne sera libéré que le 18 avril 1945 par la brigade Carnot composée d'éléments des FFI et commandée par le Général de Larminat. Le Verdon sera libéré le 19 avril.
Le 20 avril 1945, les troupes du colonel Jean de Milleret obtiennent la capitulation du fort de la pointe de Grave (en allemand "Festungen Girondemündung Süd", Royan étant la forteresse Nord de défense allemande à l'embouchure de la Gironde) au prix de lourdes pertes (près de quatre cent victimes). Ce fut une guerre de six jours.
Dès le 22 avril 1945, le général de Gaulle se déplace dans le Médoc afin de féliciter et passer en revue les forces françaises libératrices du colonel de Milleret, alias Carnot. Des images de l'Ina ("opération dans la Pointe de Grave") que l'on peut visionner sur le net immortalisent cet instant et cette libération.

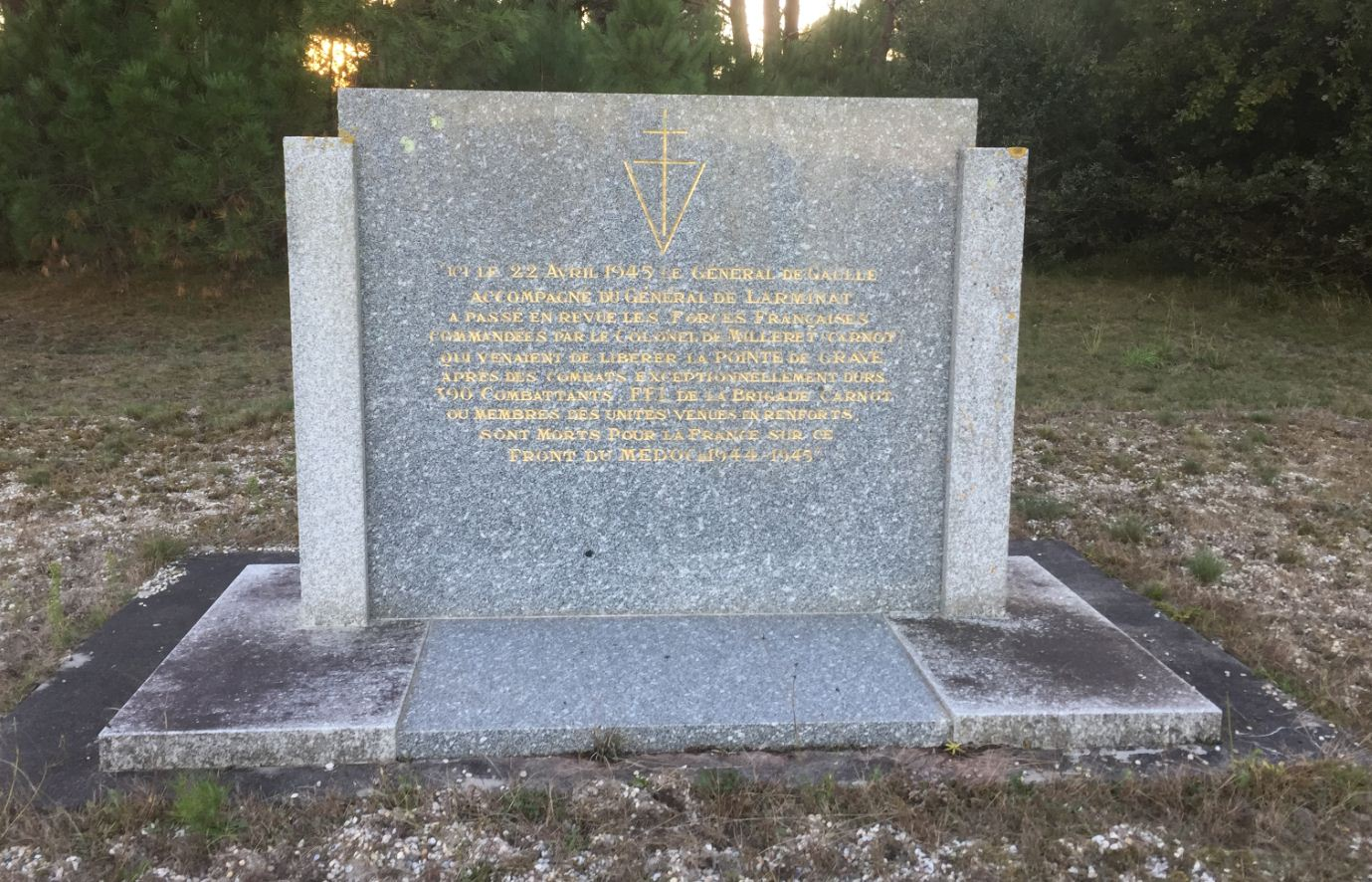
Stèle à Grayan-et-l'Hôpital rappelant la visite en Médoc du général de Gaulle, le 22 avril 1945, lors de la libération de la région.

Les Allemands ont cependant eu le temps de se venger en détruisant le môle d'escale du Verdon, toutes les infrastructures portuaires, le Monument aux Américains… Ils ont aussi coulé tous les navires présents dans les ports et sur l'estuaire, tous ceux qu'ils avaient réquisitionnés dont le bac Le Cordouan. La pointe de Grave offre un spectacle de désolation avec des trous de bombes impressionnants, de véritables cratères, dont certains sont encore visibles notamment lorsqu'on se promène en forêt. Tout est détruit sauf les phares, le grand hangar de la gare à terre au Verdon et le fort, protégé car en grande partie sous terre. Toutes les maisons du petit hameau de la Pointe de Grave concentré autour de Port Bloc et du phare de Grave dont les nombreux restaurants et hôtels ont disparu. Les blockhaus bombardés par les Alliés bien que très solides, en béton armé, avec des murs très épais, ne sont plus que vestiges.
Soumise à une intense pression militaire, la garnison allemande du fort fut aussi ravagée par une épidémie de diphtérie qui a diminué leur résistance et a, semble-t-il, facilité la victoire.

## Morts pour la patrie
Douze Verdonnais sont morts pour la France de 1939 à 1945 (au combat, fusillés ou en camp de concentration) :
Arnaud Albert (22 ans, décédé le 12 juin 1940 à Mourmelon-le-Grand, dans la Marne), Arnaud Jean, Armagnac Christian Gustave Pierre (28 ans, décédé le 25 août 1940, à Seclin dans le Nord), Blanchereau Raoul (24 ans, décédé le 22 juin 1940 devant l'embouchure de la Tees, en Angleterre), Champsiaud Jean (30 ans, décédé le 19 mai 1940 à Avesnes, dans le Pas-de-Calais), Costes Édouard (21 ans, réfractaire du STO), Desblaches Marcel (20 ans, maquisard, fusillé au camp de Souge, le 29 juillet 1944), Le Bretton François (37 ans, résistant, habitant Le Verdon où il s'est marié en 1940, originaire de Crozon, déporté à Flossenbürg en Allemagne où il décède le 23 janvier 1945), Martin André (35 ans, décédé le 11 juin 1940 à Château-Thierry, dans l'Aisne), Parès Jean Augustin (34 ans, décédé le 23 novembre 1944 à l'hôpital militaire Robert Picqué, à Villenave-d'Ornon, résistant, sergent au Corps Franc FFI du bataillon Duchez), Téchoueyres Gaston, Vignes Roger (30 ans).